# Montoy-Flanville
Montoy-Flanville är en kommun i departementet Moselle i regionen Grand Est (tidigare regionen Lorraine) i nordöstra Frankrike. Kommunen ligger i kantonen Pange som tillhör arrondissementet Metz-Campagne. År 2018 hade Montoy-Flanville 1 274 invånare.

## Befolkningsutveckling
Antalet invånare i kommunen Montoy-Flanville
| Referens: INSEE |